# Herald Square Theatre
L'Herald Square Theatre était un théâtre de Broadway à Manhattan, New York, construit en 1883 et fermé en 1914. Sur le site se trouve à l'époque actuelle un gratte-ciel conçu par H. Craig Severance.

## Histoire

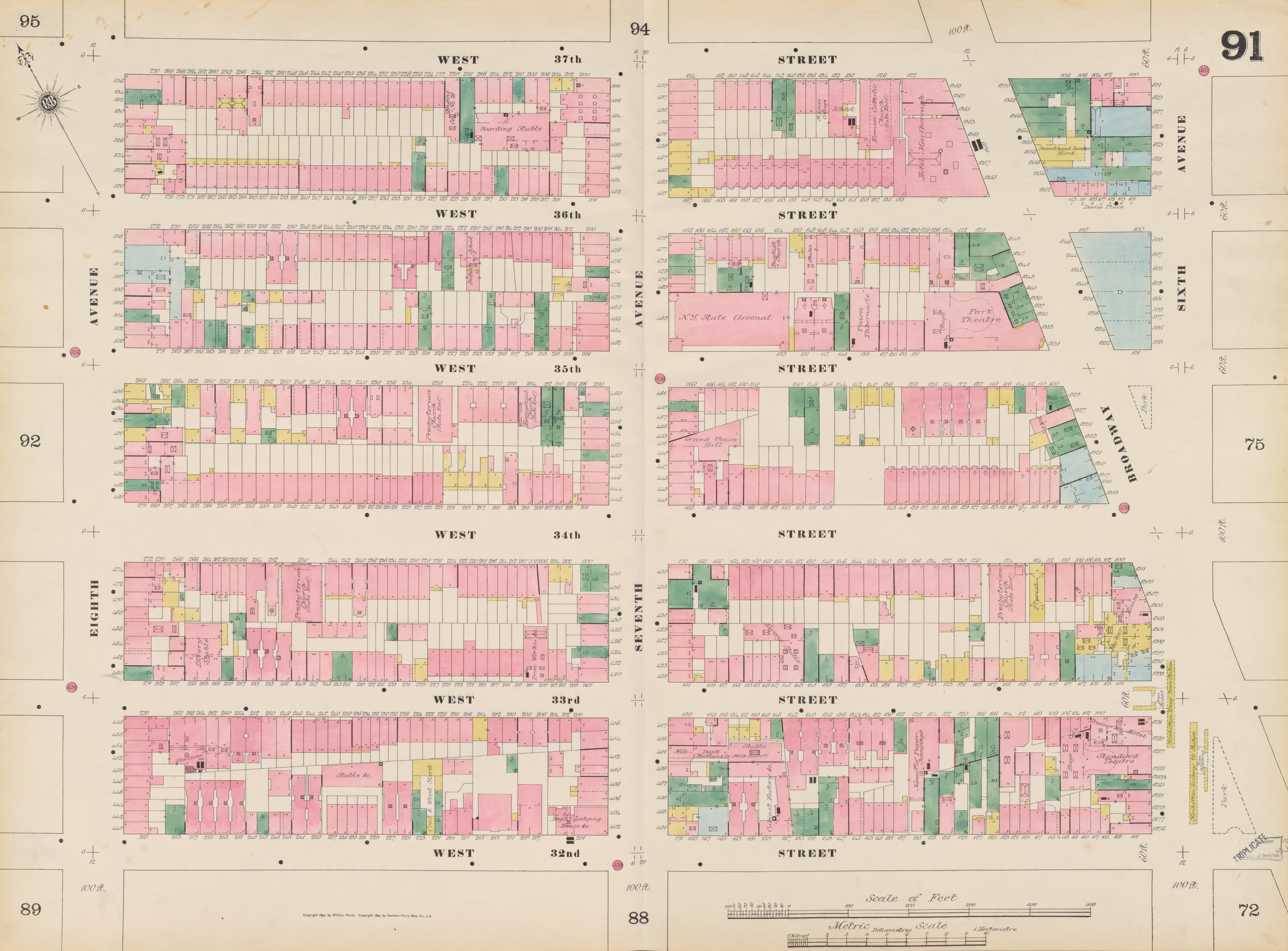
Le Park Theatre, sur une carte publiée en 1890.

Le Park Theatre (également connu sous le nom de New Park Theatre) a ouvert ses portes en 1883 sur le site en partie démoli du Great New York Aquarium (1876-1881) (qui n'a pas de rapport avec le New York Aquarium). L'acteur Charles E. Evans prend sa retraite avec une aisance financière (grâce au succès de longue date de A Parlour Match) qui lui permet de rénover l'ancien Harrigan's Park Theatre pour en faire le Herald Square Theatre en 1894. Le bâtiment se situait au 1331 Broadway, conçu par les architectes Rose & Stone, et comportait environ 1 150 places et un intérieur agencé avec les meubles du Booth's Theatre voisin en cours de démolition. Lee Shubert (en), l'un des Frères Shubert, hommes d'affaires influents du monde du théâtre, reprend le bail du théâtre en 1900, ce qui en fait le premier théâtre de Broadway appartenant de la Shubert Organization.
Partiellement détruit par un incendie et reconstruit, il devint en 1911 « le premier théâtre de New York à être converti en salle de cinéma muet », mais il ne fut démoli que trois ans plus tard, à mesure que le Garment District s'agrandissait et que le quartier des théâtres de Broadway migrait au nord de 40ème rue.
Le théâtre offrait une variété de divertissements : des pièces de théâtre comme Arms and the Man de Shaw (1894), des comédies musicales édouardiennes comme The Girl from Kay's (1903-1904) et The Girl Behind the Counter (1907-1908), de l'opérette, comme Rob Roy de Reginald De Koven et Harry B. Smith. C'est là qu'a été interprétée pour la première fois la chanson de George M. Cohan « You're a Grand Old Flag » en 1906, et c'est également là que William Randolph Hearst a rencontré sa femme Millicent Willson lors de son apparition de « fille à vélo » en 1897.

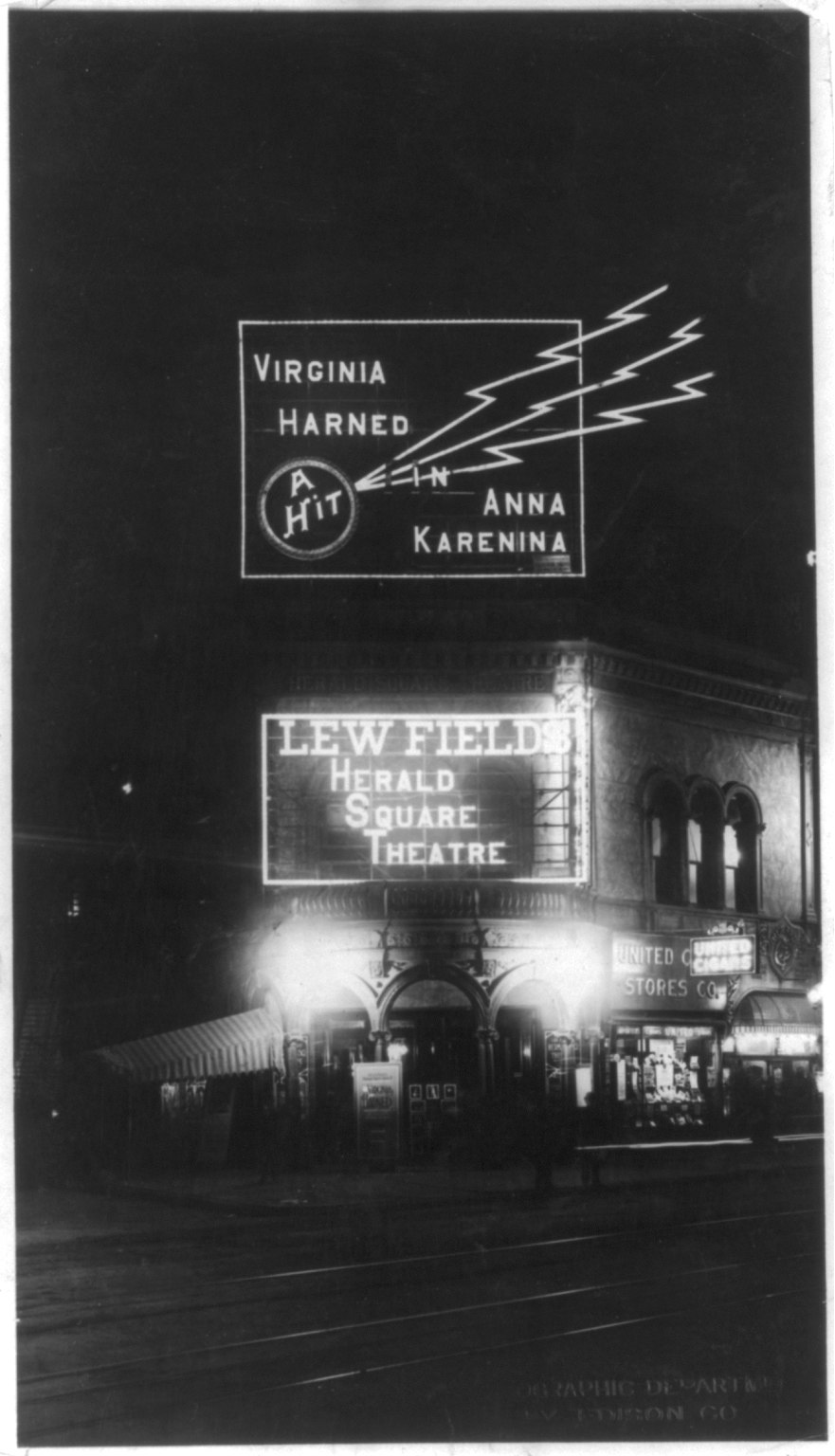
Enseigne lumineuse pour le spectacle Anna Karénine avec Virginia Harned (en), 1908.
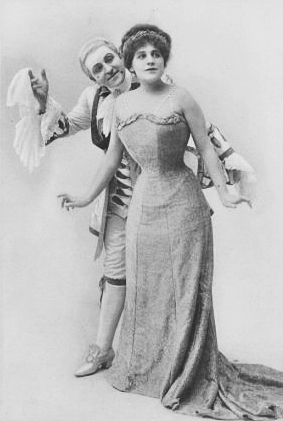
Publicité dans le Theatre Magazine, 1911, pour la pièce Everywoman de Walter Browne, avec l'actrice de vaudeville Laura Nelson Hall (en), musique de George Chadwick.